# Andamangökduva
Andamangökduva (Macropygia rufipennis) är en fågel i familjen duvor inom ordningen duvfåglar.

## Utseende
Andamangökduvan är en 40 cm lång duva med en lång och avsmalnad stjärt, slank kropp och litet huvud. Fjäderdräkten är genomgående brun, på ovansidan med rostkantade fjädrar. Hanen har brun bandning över bröst och buk samt ett rostfärgad otecknat huvud. Honan ä svartfläckig på huvud och nacke medan undersidan saknar bandning.

## Utbredning och systematik
Fågeln finns på Andamanerna och Nikobarerna. Arten delas in i två underarter med följande utbredning:
- Macropygia rufipennis andamanica – Andamanerna
- Macropygia rufipennis rufipennis – Nikobarerna

## Status och hot
Fram till 2017 kategoriserade internationella naturvårdsunionen IUCN arten som nära hotad, men populationen betraktas numera som livskraftig.